# Otto Rasch

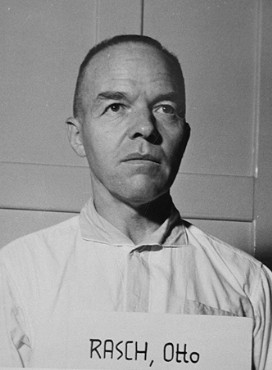
Otto Rasch beim Einsatzgruppen-Prozess

Emil Otto Rasch (* 7. Dezember 1891 in Friedrichsruh; † 1. November 1948 in Wehrstedt) war ein deutscher Jurist, SS-Führer und Kriegsverbrecher. Er machte als Nationalsozialist nach der Machtübernahme der NSDAP unter Adolf Hitler in Gestapo und SS Karriere, zuletzt im Rang eines SS-Brigadeführers und Generalmajors der Polizei. Als Befehlshaber der Einsatzgruppe C verantwortete er die Ermordung von 80.000 Menschen. Dazu gehörte auch das Massaker von Babyn Jar. Nach dem Ende des Zweiten Weltkrieges wurde er als Kriegsverbrecher vor Gericht gestellt.

## Leben

### Studium
Nach dem Ersten Weltkrieg, den er als Angehöriger der kaiserlichen Marine erlebte, studierte Rasch Rechtswissenschaften, Politische Ökonomie und Philosophie. Er promovierte in den Fächern Politische Ökonomie und Rechtswissenschaften. Seinen ersten Doktortitel (Dr. rer. pol.) erhielt er 1922 an der Universität Leipzig für die Arbeit Wohnungsmarkt und Wohnungspolitik in England in der Kriegs- und Nachkriegszeit. Für eine Arbeit unter dem Titel Die verfassungsrechtliche Stellung des Preußischen Landtagspräsidenten bekam er 1924 seinen zweiten Doktortitel (Dr. jur.).
Nach der Revolution 1918 schloss Rasch sich der Marine-Brigade von Loewenfeld an und wurde Mitglied im antisemitischen  Deutschvölkischen Schutz- und Trutzbund.

### Karriere
Als Rechtsanwalt praktizierte er zehn Jahre in Leipzig. In dieser Zeit war er als Justitiar für mehrere Unternehmen tätig.
Zum 1. September 1931 trat er der NSDAP bei (Mitgliedsnummer 620.976).
Nach der Machtübernahme der NSDAP wurde Rasch ab dem 1. Juli 1933 als Bürgermeister in Radeberg und ab Juni 1935 Oberbürgermeister in Wittenberg eingesetzt. In der NSDAP betätigte sich Rasch als Kreisredner, Kreisgruppenführer der Jägerschaft und als Obmann des Nationalsozialistischen Rechtswahrerbundes.
Seine Zeit als Oberbürgermeister in Wittenberg wurde nicht verlängert, weil fragwürdige Kosten beim Bau seiner Dienstvilla auftauchten. Darin wird vermutlich die Ursache zu sehen sein, dass Rasch seine kommunalpolitische Karriere nicht weiter fortsetzte und eine hauptberufliche Dienstkarriere in den Reihen des Sicherheitsdienstes aufnahm, für den er bereits seit 1933 tätig war.
1937 wurde Rasch Leiter der Gestapo in Frankfurt am Main, Nach dem Anschluss Österreichs war er von März bis Mai 1938 Sicherheitsdirektor für Oberösterreich in Linz.
Nach der Zerschlagung des verbliebenen Rests der Tschechoslowakei amtierte Rasch ab März 1939 für fünf Wochen als SD-Chef in Prag (SS-Nummer 107.100) und war ab November 1939 Inspekteur (Chef) des SD und der Sicherheitspolizei (Sipo) in Königsberg.

### Kriegsverbrechen im Zweiten Weltkrieg
Am 31. August 1939 leitete Rasch den Überfall auf das Forsthaus Pitschen, der parallel zum Überfall auf den Sender Gleiwitz stattfand. Nach dem Überfall auf Polen war Rasch im Zusammenhang mit dem Unternehmen Tannenberg Führer der Einsatzgruppe z.b.V.
Im Januar/Februar 1940 wurde von Rasch, im Einvernehmen mit Heydrich, das „Durchgangslager“ Soldau geschaffen, nach einer späteren Aussage Raschs „eigens zu dem Zweck, die notwendig werdenden Liquidationen unauffällig zu bewirken“. Rund 600 polnische und sowjetische Kriegsgefangene wurden dort ermordet.
Nach dem Überfall auf die Sowjetunion war Rasch von Juni bis Oktober 1941 Chef der Einsatzgruppe C, die der Heeresgruppe Süd folgte. Seine Einsatzgruppe meldete bis zum 20. Oktober 1941 rund 80.000 „Sonderbehandelte“, womit Ermordete gemeint waren.
In seinen Verantwortungsbereich fällt das Massaker von Babyn Jar, wo Teile seiner Einsatzgruppe am 29. und 30. September 1941 33.771 Kiewer Juden ermordeten.
Nach seiner „Bewährung“ beim Massenmord kehrte Rasch nach Deutschland zurück, wechselte in die Wirtschaft und wurde 1942 Prokurist bei der Kontinentale-Öl-Aktiengesellschaft, eine vom Reich beherrschte Gesellschaft unter Beteiligung von privatwirtschaftlichen Gesellschaften.

### Nach 1945
Nach Kriegsende wurde Rasch verhaftet. Während des Einsatzgruppen-Prozesses, bei dem er von Hans Surholt verteidigt wurde, erkrankte er an der Parkinson-Krankheit und schied am 5. Februar 1948 wegen Krankheit aus dem Verfahren aus. Rasch starb am 1. November 1948.